# La Force des choses
La Force des choses est une œuvre autobiographique de Simone de Beauvoir publiée le 30 octobre 1963 aux éditions Gallimard. Elle fait suite aux Mémoires d'une jeune fille rangée et à La Force de l'âge.

## Résumé
Simone de Beauvoir y raconte les moments qui suivent la Libération jusqu'aux années 1960, ses rencontres, ses lectures, ses réflexions au fil des jours et son premier voyage aux États-Unis en 1945, sa relation avec Nelson Algren et celle avec Claude Lanzmann. Le récit inclut l'époque de la parution du Deuxième Sexe, qui l'a rendue très célèbre, la guerre froide, ou encore la guerre d'Algérie, qu'elle qualifie de « drame personnel ».

## Éditions
- Coll. « Blanche», éditions Gallimard, 1963
- Le Livre de poche nos 2539-2540, 1969
- Coll. « Folio » nos 172-173, éditions Gallimard, 1972  (ISBN 2070205215)